# وليد إسماعيل (لاعب كرة قدم)
وليد بهيج إسماعيل (من مواليد 10 نوفمبر 1984) هو لاعب كرة قدم لبناني لعب في مركز الظهير الأيسر.
بدأ إسماعيل مسيرته المهنية في لبنان في نادي الإصلاح البرج الشمالي، قبل أن يلعب مع الراسينغ بيروت ثم النجمة، الذي فاز معهم بلقب الدوري 2013–14. في عام 2014، انتقل إلى ذوب آهن في إيران، وفاز بلقبين متتاليين في كأس حذفي في 2014–15 و2015–16. عاد إسماعيل إلى لبنان عام 2016 ليلعب لأندية الصفاء والسلام زغرتا والبرج والحكمة.
وهو أحد أكثر لاعبي بلاده مشاركةً، حيث مثل لبنان دوليًا 68 مرة بين عامي 2010 و2019. وشارك إسماعيل في تصفيات كأس آسيا 2011 و2015 و2019، وتصفيات كأس العالم 2014 و2018. وقد لعب أيضًا في كأس آسيا 2019، في أول مشاركة للبنان من خلال التصفيات.

## مهنة النادي
بدأ مسيرته في نادي الإصلاح البرج الشمالي في دوري الدرجة الثانية، ولعب إسماعيل مع فريق الراسينغ بيروت في الدوري الممتاز، قبل أن ينتقل إلى النجمة في عام 2013 حيث فاز بلقب الدوري مرة واحدة، وكأس السوبر مرة واحدة، وكأس النخبة مرة واحدة وساعدهم في الوصول إلى دور الثمانية، ودوري الـ 16 من كأس الاتحاد الآسيوي 2013. في عام 2014، انتقل إلى نادي ذوب آهن الإيراني وفاز معه بكأس حذفي مرتين ولعب في دوري أبطال آسيا.
وفي عام 2016 عاد إلى لبنان إلى الصفاء حيث أمضى موسمين، قبل أن ينضم إلى السلام زغرتا عام 2018. في 3 يونيو 2019، انضم إسماعيل إلى فريق البرج الصاعد حديثًا. ثم انتقل إسماعيل إلى فريق الحكمة الصاعد حديثًا في 12 يونيو 2021، بصفقة لمدة عام واحد. وغادر النادي في 13 يوليو 2022.

## مهنة دولية
مثل إسماعيل لبنان في كأس آسيا 2019. في 21 يناير 2019، أعلن إسماعيل اعتزاله اللعب الدولي.

## الإحصائيات المهنية

### دولي
| # | التاريخ        | الموقع                        | الخصم   | النتيجة | الحصيلة | المنافسة | مرجع  |
| - | -------------- | ----------------------------- | ------- | ------- | ------- | -------- | ----- |
| 1 | 19 ديسمبر 2012 | ملعب صيدا البلدي، صيدا، لبنان | باكستان | 1-0     | 3-1     | صداقة    | [ 8 ] |

## الإنجازات
النجمة
- الدوري اللبناني الممتاز: 2013–14

ذوب آهن
- كأس حذفي: 2014–15، 2015–16

فردي
- فريق الموسم في الدوري اللبناني الممتاز: 2012–13،[9][10] 2013–14.[11]

## روابط خارجية
- وليد إسماعيل على موقع أف آي لبنان (FA Lebanon)
- وليد إسماعيل على مؤسسة إحصاءات وثيقة لرياضة كرة القدم
- وليد إسماعيل على فرق كرة القدم الوطنية.كوم
- وليد إسماعيل  على سكروي
- وليد إسماعيل على أل أف جي